# Attention Shoppers
Attention Shoppers est un film américain de Philip Charles McKenzie sorti en 2000.

## Synopsis
Un acteur d'une sitcom très populaire, accepte de venir à l'inauguration d'un supermarché et apprend des choses sur la vie.

## Fiche technique
- Titre : Attention Shoppers
- Réalisation : Philip Charles McKenzie
- Scénario : Nestor Carbonell
- Genre : Comédie
- Pays :  États-Unis
- Date de sortie : 
  -  Islande : 21 septembre 2000 (vidéo première)

## Distribution
- Nestor Carbonell : Enrique Suarez
- Luke Perry : Mark
- Michael Lerner : Khouroush
- Martin Mull : Charles
- Kathy Najimy : Penelope
- Cara Buono : Claire Suarez
- Casey Affleck : Jed
- Lin Shaye : Libby